# Лужкова
Лужкова — река в России, протекает в Верещагинском и Очёрском районах Пермского края. Устье реки находится по левому берегу реки Очёр. Длина реки составляет 18 км.
Исток реки рядом со станцией Субботники в 5 км к югу от города Верещагино. Исток находится на водоразделе с бассейном Нытвы. Лужкова течёт на юг, верхнее течение проходит по ненаселённому лесу, в нижнем на берегах реки стоят деревни Березники и Лужкова. Впадает в боковой залив Очёрского пруда (водохранилища на реке Очёр) возле города Очёр.

## Данные водного реестра
По данным государственного водного реестра России относится к Камскому бассейновому округу, водохозяйственный участок реки — Кама от Камского гидроузла до Воткинского гидроузла, речной подбассейн реки — бассейны притоков Камы до впадения Белой. Речной бассейн реки — Кама.
По данным геоинформационной системы водохозяйственного районирования территории РФ, подготовленной Федеральным агентством водных ресурсов:
- Код водного объекта в государственном водном реестре — 10010101012111100014431
- Код по гидрологической изученности (ГИ) — 111101443
- Код бассейна — 10.01.01.010
- Номер тома по ГИ — 11
- Выпуск по ГИ — 1